# Catocala quasiinterrupta
Catocala quasiinterrupta är en fjärilsart som beskrevs av Schnaider 1950. Catocala quasiinterrupta ingår i släktet Catocala och familjen nattflyn. Inga underarter finns listade i Catalogue of Life.